# Jean-Paul Meyer
Jean-Paul Meyer, né le 1er janvier 1950, est un ancien joueur français de tennis.
Il a atteint les huitièmes de finale à l'Open d'Australie 1972.

## Carrière
Il a joué 18 matchs, en a gagné 2 et perdu 16. 

## Parcours en Grand Chelem

### Simple
| Année | Open d'Australie | Roland-Garros | Wimbledon | US Open |
| ----- | ---------------- | ------------- | --------- | ------- |
| 1970  | -                | 1/32          | -         | -       |
| 1971  | -                | 1/32          | -         | -       |
| 1972  | 1/8              | 1/64          | 1/64      | -       |
| 1973  | -                | -             | -         | -       |
| 1974  | 1/32             | -             | -         | -       |

## Classement ATP de fin d'année

### En simple
| Année | 1975 |
| Rang  | 282  |